# Флэннаган, Джон
Джон Флэннаган (также Фла́ннаган англ. John Bernard Flannagan; 1895—1942) — американский скульптор. Применял метод «прямой резьбы», не используя промежуточные модели или макеты, работая, как правило, по памяти.

## Биография
Родился 7 апреля 1895 года в городе Фарго, штат Северная Дакота. Отец умер, когда ему было всего пять лет, и мать, не в состоянии прокормить семью, поместила мальчика в сиротский приют, что сказалось на его последующей жизни.
В юности проявил художественный талант и в 1914 году поступил в Minneapolis School of Art (ныне Minneapolis College of Art and Design), где он учился живописи. В 1917 году, когда Соединенные Штаты вступили в Первую мировую войну Флэннаган бросил школу и стал служить в торговом флоте. Работал на флоте до 1922 года. После возвращения к гражданской жизни, он был нанят художником Артуром Дэвисом для работы на его в штате Нью-Йорк. Здесь Дэвис призвал молодого человека вернуться к искусству, что Джон и сделал, начав заниматься живописью и резьбой по дереву. Уже год спустя, в 1922 году, Флэннаган участвовал в своей первой выставке, наряду с Артуром Дэвисом, Чарльзом Шилером, Уильямом Глакенсом, Чарльзом и Морисом Прендергастами. В 1927 году Флэннаган оставил живопись и работу по дереву, сосредоточившись на резьбе по камню.
В период между 1930 и 1933 годами Флэннаган женился и жил в Ирландии, создавая там скульптуры животных. В 1934 году вернулся в Соединенные Штаты, где настало время Великой депрессии. Работал в рамках государственной программы Public Works of Art Project. Этот были трудные времена для скульптора — он много работал, затем много пил, истощив свой организм. После психического расстройства в течение полугода находился в психиатрической больнице, затем последовал развод. Но это не уменьшило решимость скульптора к творчеству. Но после того, как в 1939 года его сбила машина и он получил черепно-мозговую травму, Джону Флэннагану стало трудно работать.
Страдая от депрессии и алкоголизма, покончил жизнь самоубийством 6 января 1942 года в Нью-Йорке.